# Gözsüzce, Bozyazı
Gözsüzce là một xã thuộc huyện Bozyazı, tỉnh Mersin, Thổ Nhĩ Kỳ. Dân số thời điểm năm 2011 là 173 người.